# John-F.-Kennedy-Brücke
Die John-F.-Kennedy-Brücke ist eine Straßenbrücke in den Münchner Stadtbezirken Schwabing-Freimann und Bogenhausen.
Über die Brücke führt der Isarring, ein Teilstück des Mittleren Rings. Es gibt zwei Fahrspuren für jede Richtung und auf beiden Seiten Geh- und Radwege. Die Brücke sollte ursprünglich Herzog-Heinrich-Brücke genannt werden, wurde jedoch unter dem Eindruck des Attentats auf John F. Kennedy nach diesem benannt. Den Namen Herzog-Heinrich-Brücke erhielt daraufhin die weiter nördlich für den Föhringer Ring errichtete Isarbrücke.